# خايمي برافو
خايمي برافو (بالإسبانية: Jaime Bravo)‏ (4 أبريل 1982 بسانتياغو في تشيلي - ) هو لاعب كرة قدم تشيلي في مركز حراسة المرمى. لعب مع أوداكس إيتاليانو ويونيون إسبانيولا وكوريكو يونيدو وسانتياغو مورنينغ ‏ وDeportes Iberia ‏ وديبورتيفو نوبلينس ‏ ونادي كوكيمبو أونيدو واتحاد سان فيليبي ‏.

## وصلات خارجية
- خايمي برافو على موقع قاعدة بيانات كرة القدم.إي يو (الإنجليزية)
- خايمي برافو على موقع AS.com (الإسبانية)